# 森和之
森 和之（もり かずゆき、1958年〈昭和33年〉9月14日 - ）は、日本の政治家。岐阜県瑞穂市長（2期目）。

## 来歴
岐阜県本巣郡穂積町野白新田（現：瑞穂市野白新田）に生まれる。穂積町立牛牧小学校、穂積町立穂積中学校、岐阜県立本巣高等学校卒業。
1981年（昭和56年）、駒澤大学経済学部商学科を卒業し、穂積町役場に入庁。巣南町との合併により発足した瑞穂市役所で企画部長、福祉部長を歴任。瑞穂市長選挙への立候補のため、2018年（平成30年）3月に早期退職。
任期満了に伴う瑞穂市長選挙に立候補し、2019年（平成31年）4月21日の投開票の末、現職の棚橋敏明を破って初当選した。
※当日有権者数：41,710人 最終投票率：41.60%（前回比：－3.49pts）
| 候補者名 | 年齢 | 所属党派 | 新旧別 | 得票数  | 得票率 | 推薦・支持 |
| -------- | ---- | -------- | ------ | ------- | ------ | ---------- |
| 森和之   | 60   | 無所属   | 新     | 9,436票 | 55.08% |            |
| 棚橋敏明 | 69   | 無所属   | 現     | 7,697票 | 44.92% |            |

2023年（令和5年）4月の瑞穂市長選挙では対立候補が現れず、無投票で再選した。